# Lien affectif

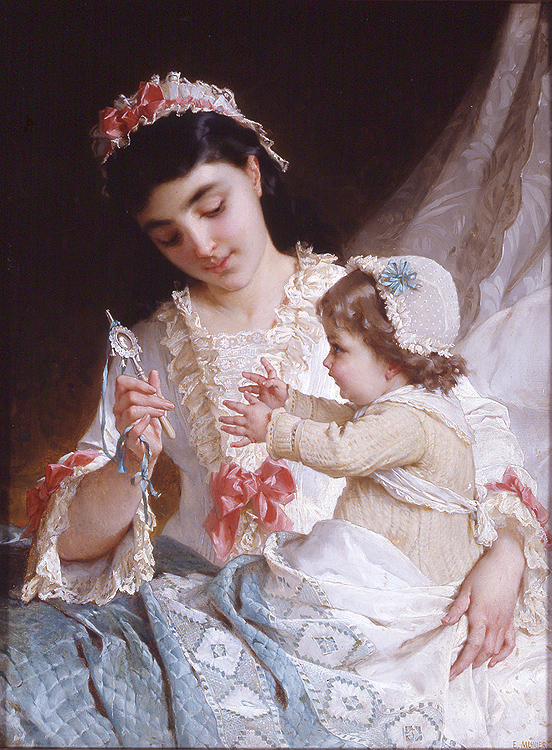
Une mère entretenant le lien affectif avec son enfant. Peinture de Émile Munier - Amuser le bébé

En psychologie, un lien affectif est un type de comportement d'attachement qu'un individu (typiquement celui qui prend soin d'un proche) montre pour un autre individu, et dans lequel les deux partenaires tendent à rester à proximité l'un de l'autre. Cette notion fut introduite et développée du début des années 1940 à la fin des années 1970 par le psychologue John Bowlby dans ses travaux concernant la théorie de l'attachement. Le noyau du lien affectif, selon Bowlby, est l'attraction qu'un individu éprouve pour un autre individu.

## Cinq critères
Bowlby considérait le lien d'attachement comme un type spécifique de lien affectif, tel qu'il fut décrit par lui et par la psychologue du développement Mary Ainsworth. Cette dernière établit cinq critères pour qu'un lien entre individus soit considéré comme lien affectif, et un sixième critère pour qu'il soit considéré comme un lien d'attachement :
1. Un lien affectif est permanent, non transitoire.
2. Un lien affectif implique une personne particulière qui n'est interchangeable avec aucune autre.
3. Un lien affectif implique une relation qui est émotionnellement significative.
4. L'individu souhaite maintenir une proximité ou un contact avec la personne envers qui il éprouve un lien affectif.
5. L'individu ressent de la tristesse ou de la détresse lors d'une séparation non volontaire avec cette personne.

Un lien d'attachement respecte un critère supplémentaire : la personne se sent en sécurité et en confort au sein de la relation.